# 7 décembre en sport
7 novembre 7 janvier
Chronologies thématiques
- Croisades
- Ferroviaires
- Disney

Le 7 décembre (341e jour de l'année ou 342e en cas d'année bissextile) en sport.

## Événements

### XXesiècle:1951-2000
- 1980 :
  - (Tennis) : au Centre Sportovni de Prague, la Tchécoslovaquie bat l'Italie 4-1 en finale et remporte l'édition 1980 de la Coupe Davis.

### XXIesiècle
- 2006 :
  - (Natation) : à Helsinki, lors de la finale des Championnats d'Europe, le relais allemand composé de Helge Meeuw, Johannes Neumann, Thomas Rupprath et Jens Schreiber bat le record du monde du relais 4 × 50 m 4 nages en petit bassin, le portant à 1 min 34 s 06.
- 2017 :
  - (Football /Ballon d'or) : le Portugais Cristiano Ronaldo remporte son 5e Ballon d'Or et égale l'Argentin Lionel Messi après 2008, 2013, 2014 et 2016. Il devance au classement : Lionel Messi, Neymar et Gianluigi Buffon[1].

## Naissances

### XIXesiècle
- 1877 :
  - Walter Abbott, footballeur anglais. (1 sélection en équipe nationale). († 1er février 1941).
- 1883 :
  - Gaston Barreau, footballeur puis entraîneur français. (12 sélections en équipe de France). Sélectionneur de l'équipe de France de 1936 à 1945. († 11 juin 1958).
- 1885 :
  - Mason Phelps, golfeur américain. Champion olympique par équipes aux Jeux de Saint-Louis 1904. († 2 septembre 1945).
- 1898 :
  - Ching Johnson, hockeyeur sur glace puis entraîneur canadien. († 16 juin 1979).

### XXesiècle:1901-1950
- 1909 :
  - Euclydes Barbosa, footballeur brésilien. (10 sélections en équipe nationale). († 26 février 1988).
  - Mario Pizziolo, footballeur italien. Champion du monde de football 1934. (12 sélections en équipe nationale). († 30 avril 1990).
- 1910 :
  - Duncan McNaughton, athlète de sauts canadien. Champion olympique de la hauteur aux Jeux de Los Angeles 1932. († 15 janvier 1998).
- 1911 :
  - Birger Wasenius, patineur de vitesse finlandais. Médaillé d'argent du 5 000 m et du 10 000 m puis médaillé de bronze du 1 500 m aux Jeux de Garmisch-Partenkirchen 1936. († 2 janvier 1940).
- 1914 :
  - Fermo Camellini, cycliste sur route italien puis français. Vainqueur de Paris-Nice 1946 et de la Flèche wallonne 1948. († 27 août 2010).
  - Einari Teräsvirta, gymnaste finlandais. Médaillé de bronze de la barre fixe et du concours général par équipes aux Jeux de Los Angeles 1932, médaillé de bronze du concours général par équipes aux Jeux de Berlin 1936 puis champion olympique du concours général par équipes aux Jeux de Londres 1948. († 23 novembre 1995).
- 1915 :
  - Sten Ahlner, arbitre de football suédois. († 31 juillet 1997).
- 1917 :
  - Ottorino Volonterio, pilote de courses automobile suisse. († 10 mars 2003).
- 1920 :
  - Fiorenzo Magni, cycliste sur route puis dirigeant sportif italien. Vainqueur des Tours d'Italie 1948, 1951 et 1955, des Tours des Flandres 1949, 1950 et 1951. († 19 octobre 2012).
- 1922 :
  - Rogério Pipi, footballeur portugais. (15 sélections en équipe nationale). († 8 décembre 2019).
- 1923 :
  - Alan Ford, nageur américain. Médaillé d'argent du 100m nage libre aux Jeux de Londres 1948. († 3 novembre 2008).
- 1925 :
  - Hermano da Silva Ramos, pilote de courses automobile franco-brésilien.
- 1931 :
  - James Grogan, patineur artistique messieurs américain. Médaillé de bronze aux Jeux d'Oslo 1952. († 2 juillet 2000).
- 1935 :
  - Don Cardwell, joueur de baseball américain. († 14 janvier 2008).
- 1936 :
  - René Ferrier, footballeur puis entraîneur français. (24 sélections en équipe de France). († 15 septembre 1998).
- 1940 :
  - Gerry Cheevers, hockeyeur sur glace puis entraîneur canadien.
- 1946 :
  - Ahmed Faras, footballeur marocain. († 16 juillet 2025).
- 1947 :
  - Johnny Bench, joueur de baseball américain.
  - Garry Unger. hockeyeur sur glace canadien.
- 1948 :
  - Roland Hattenberger, footballeur autrichien. (51 sélections en équipe nationale).

Ahmed Faras
footballeur marocain

### XXesiècle:1951-2000
- 1955 :
  - Alfio Vandi, cycliste sur route italien.
  - Alfio Vandi,
- 1956 :
  - Larry Bird, basketteur américain. Champion olympique aux Jeux de Barcelone 1992. (10 sélections en équipe nationale).
- 1964 :
  - Peter Laviolette, hockeyeur sur glace puis entraîneur américain.
- 1968 :
  - Landry Chauvin, footballeur puis entraîneur français.
  - Robert Pergl, pilote de courses automobile tchèque.
  - Pål Anders Ullevålseter, pilote de moto rallye-raid norvégien.
- 1972 :
  - Hermann Maier, skieur autrichien. Champion olympique du Super-G et du Géant aux Jeux de Nagano 1998 puis médaillé d'argent du super-G et de bronze du géant aux Jeux de Turin 2006. Champion du monde de ski alpin de la descente et du super-G 1999 puis champion du monde de ski alpin du slalom géant 2005.
- 1973 :
  - Fabien Pelous, joueur de rugby à XV puis entraîneur et consultant TV français. Vainqueur des Grand Chelem 1997, 1998, 2002 et 2004, du Tournoi des six nations 2006. Vainqueur des Coupes d'Europe de rugby à XV 2003 et 2005. (118 sélections en équipe de France).
- 1976 :
  - Georges Laraque, hockeyeur sur glace canadien.
  - Benoît Tréluyer, pilote de course automobile français. Vainqueur des 24 heures du Mans 2011, 2012 et 2014.
- 1978 :
  - Jean Bouilhou, joueur de rugby à XV français. Vainqueur des Coupe d'Europe de rugby à XV 2003, 2005 et 2010. (2 sélections en équipe de France).
  - Axel Dutrie, pilote de quad et de rallye-raid français.
  - Jere Hård, nageur finlandais. Champion d'Europe de natation du 50 m papillon 2000 et 2002. Champion d'Europe de natation en petit bassin du 50 m papillon 2002.
- 1979 :
  - Eric Chatfield, basketteur américain.
  - Lámbros Choútos, footballeur grec. (12 sélections en équipe nationale).
  - Jimmy Engoulvent, cycliste sur route français. Vainqueur des Quatre jours de Dunkerque 2012.
- 1980 :
  - Btissam Lakhouad, athlète de demi-fond marocaine.
  - Boris Sanson, sabreur français. Champion olympique par équipes aux Jeux de Pékin 2008. Médaillé de bronze par équipes aux Mondiaux 2005, champion du monde par équipe 2006 et médaillé d'argent par équipes en 2007. Médaillé de bronze en individuel aux CE d'escrime 2003 et médaillé d'argent par équipes en 2008.
  - John Terry, footballeur anglais. Vainqueur de la Ligue des champions 2012 et de la Ligue Europa 2013. (78 sélections en équipe nationale).
  - Tamato Leupolu, joueur de rugby à XV samoan. (15 sélections en équipe nationale).
- 1981 :
  - Martin Tomczyk, pilote de course automobile d'endurance allemand.
- 1983 :
  - Vida Anim, athlète de sprint ghanéenne. Championne d'Afrique d'athlétisme du relais 4 × 100m 2000 et du 100 m et du 200 m 2006.
- 1984 :
  - Jan Bárta, cycliste sur route tchèque.
  - Aaron Gray, basketteur américain.
  - Robert Kubica, pilote de F1 et de rallyes polonais. (1 victoire en Grand prix).
  - Milan Michalek, hockeyeur sur glace tchèque. (54 sélections en équipe nationale).
  - Philipp Rytz, hockeyeur sur glace suisse. (3 sélections en équipe nationale).
  - Marko Vujin, handballeur serbe. Vainqueur de la Coupe d'Europe des vainqueurs de coupe 2008 et de la Coupe de l'EHF masculine 2019. (126 sélections en équipe nationale).
  - Vera Zvonareva, joueuse de tennis russe. Médaillée de bronze en simple aux Jeux de Pékin 2008. Victorieuse des Fed Cup 2004 et 2008.
- 1986 :
  - Ledian Memushaj, footballeur albanais. (29 sélections en équipe nationale).
- 1988 :
  - Nathan Adrian, nageur américain. Champion olympique du relais 4 × 100 m aux Jeux de Pékin 2008 puis champion olympique du 100 m nage libre et du 4 × 100 m 4 nages puis médaillé d'argent du relais 4 × 100 m nage libre aux Jeux de Londres 2012 ainsi que champion olympique du relais 4 × 100 m nage libre et du relais 4 × 100 m 4 nages puis médaillé de bronze du 50 et du 100 m nage libre aux Jeux de Rio 2016. Champion du monde de natation du 4 × 100 m 4 nages et du relais 4 × 100 m nage libre 2009,  champion du monde de natation du 4 × 100 m 4 nages 2011 puis du 4 × 100 m relais mixte 2015.
  - DeJuan Wright, basketteur américain.
- 1989 :
  - Matthias Brändle, cycliste sur route autrichien.
  - Kyle Hendricks, joueur de baseball américain.
  - Ria Percival, footballeuse néo-zélandaise. Championne d'Océanie féminine de football 2007, 2010, 2014 et 2018. (165 sélections en équipe nationale).
  - Simone Ruffini, nageur d'eau libre italien. Champion du monde de natation des 25 km en eau libre 2015. Champion d'Europe de nage en eau libre du 5 km par équipes 2016.
  - Abdel-Kader Salifou, pongiste français.
  - Kevin Séraphin, basketteur français.  Médaillé d'argent au Championnat d'Europe de basket-ball 2011. (46 sélections en équipe de France).
- 1990 :
  - Cameron Bairstow, basketteur australien. Champion d'Océanie de basket-ball 2013.
  - Simon Berghan, joueur de rugby à XV écossais. (31 sélections en équipe nationale).
  - David Goffin, joueur de tennis belge.
  - Marte Olsbu Røiseland, biathlète norvégienne. Médaillée d'argent du sprint et du relais mixte aux Jeux de Pyeongchang 2018 puis championne olympique du sprint, de la poursuite et du relais mixte,  médaillée de bronze en individuel et de la mass start aux Jeux de Pékin 2022. Championne du monde de biathlon du relais 4 × 6 km 2016, du relais 4 × 6 km, des relais mixtes 2 x 6 km F + 2 x 7,5 km et du simple 2019, du sprint, de la mass start, du relais 4 × 6 km,des relais mixtes 2 x 6 km F + 2 x 7,5 km et du simple 2020, du relais 4 × 6 km et du mixte 2 x 6 km F + 2 x 7,5 km 2021 puis des relais mixtes 2 x 6 km F + 2 x 6 km H et simple 2023.
  - Yasiel Puig, joueur de baseball cubain.
- 1991 :
  - Łukasz Wiśniowski, cycliste sur route polonais.
  - Chris Wood, footballeur néo-zélandais. Champion d'Océanie de football 2016. (68 sélections en équipe nationale).
- 1994 :
  - Valentin Rongier, footballeur français.
  - Yuzuru Hanyū, patineur artistique messieurs japonais. Champion olympique messieurs aux Jeux de Sotchi 2018 et aux Jeux de Pyeongchang 2018. Champion du monde de patinage artistique 2014 et 2017.
- 1995 :
  - Niclas Eliasson, footballeur suédois.
- 1998 :
  - Manon Petit-Lenoir, snowboardeuse française.
- 1999 :
  - Isaac Schmidt, footballeur suisse.
- 2000 :
  - Klara Bühl, footballeuse allemande. (40 sélections en équipe nationale).

### XXIesiècle
- 2001 : 
  - Léa Fontaine, judoka française. Vice-championne d'Europe de judo des -78kg 2021.
- 2002 :
  - Noah Bischof, footballeur autrichien.
- 2006 :
  - Baptiste Addis, archer français. Médaillé d'argent par équipes aux jeux de Paris 2024. Champion d'Europe de tir à l'arc par équipes 2024.

## Décès

### XVIIIesiècle
- 1734 :
  - James Figg, 39 ans, boxeur anglais. (° ? 1695).

### XXesiècle:1901-1950
- 1913 :
  - Camille Jenatzy, 45 ans, pilote de courses automobile et ingénieur belge. (° 4 novembre 1868).
- 1938 :
  - Joseph Cattarinich, 57 ans, hockeyeur sur glace canadien. (° 13 novembre 1881).
- 1954 :
  - George William Smith, 80 ans, joueur de rugby à XV et à XIII néo-zélandais. (2 sélections avec l'équipe nationale de rugby à XV et 4 avec celle de rugby à XIII). (° 20 septembre 1874).

### XXesiècle:1951-2000
- 1963 :
  - Arthur Pasquier, 80 ans, cycliste sur route français. (° 1er mars 1883).
- 1964 :
  - Roger Triviaux, 62 ans, joueur de rugby à XV français. (2 sélections en équipe de France). (° 10 août 1902).
- 1965 :
  - Giorgio Zampori, 78 ans, gymnaste italien. Champion olympique du concours par équipes aux Jeux de Stockholm 1912, champion olympique du concours individuel et par équipes aux Jeux d'Anvers 1920 puis champion olympique du concours par équipes puis médaillé de bronze des barres parallèles aux Jeux de Paris 1924. Champion du monde de gymnastique artistique des barres parallèles 1911 puis champion du monde de gymnastique artistique du cheval d'arçon, des anneaux et des barres parallèles 1913. (° 4 janvier 1887).
- 1974 :
  - Robert Buchet, 52 ans, pilote de courses de rallyes automobile français. (° 18 mai 1922).
- 1994 :
  - Jean-Claude Tremblay, 55 ans, hockeyeur sur glace canadien. (° 22 janvier 1939).
- 1995 :
  - Johnny Mowers, 79 ans, hockeyeur sur glace canadien. (° 29 octobre 1916).
- 1997 :
  - Billy Bremner, 54 ans, footballeur puis entraîneur écossais. (54 sélections en équipe nationale). (° 9 décembre 1942).

### XXIesiècle
- 2008 :
  - Guy Rouleau, 43 ans, hockeyeur sur glace canadien. (° 16 février 1965).
- 2012 :
  - Denis Houf, 80 ans, footballeur belge. (26 sélections en équipe nationale). (° 16 février 1932).
  - Marty Reisman, 82 ans, pongiste américain. (° 1er février 1930).
- 2014 :
  - Norman Mair, 86 ans, joueur de rugby à XV écossais. (4 sélections en équipe nationale). (° 7 octobre 1928).